# Aventurile Căpitanului Underpants
Aventurile Căpitanului Underpants (titlu original: Captain Underpants: The First Epic Movie) este un film de animație și comedie din anul 2017 produs de DreamWorks Animation și distribuit de 20th Century Fox. Bazat pe seria de cărți Captain Underpants de Dav Pilkey, este regizat și scris de David Soren. Vocile sunt asigurate de Kevin Hart și Ed Helms.
Un serial spin-off, Aventurile epice ale Căpitanului Chilot, a fost lansat pe Netflix în 2018. Un film spin-off, Dog Man, a avut premiera pe 31 decembrie 2025.

## Sinopsis
Comedia animată în regia lui David Soren și bazată pe seriile popularelor cărți pentru copii ale autorului american Dav Pilkey se centrează în jurul uneltirilor a doi elevi de clasa a IV-a, George Beard și Harold Hutchins. Lucrurile scapă de sub control atunci când cei doi îl hipnotizează pe însetatul de putere, profesorul Mr. Krupp și îl transformă în supereroul lor preferat, Captain Underpants, care prinde viață din paginile unei cărți de benzi desenate. Mr. Krupp devine un supererou cu o inimă maleabilă și generoasă.

## Distribuție
- Kevin Hart și Thomas Middleditch - George Beard și Harold Hutchins
- Ed Helms - Captain Underpants / Mr. Benjamin "Benny" Krupp
- Nick Kroll - Professor Poopypants
- Jordan Peele - Melvin Sneedly
- Kristen Schaal - Edith
- Grey Griffin - Miss Anthrope
- Dee Dee Rescher - Ms. Tara Ribble
- Brian Posehn - Mr. Riles Rected
- Mel Rodriguez - Mr. Morty Fyde
- David Soren - Tommy
- Susan Fitzker - Mrs. Dayken
- James Ryan - Mime
- Leslie David Baker - Officer McPiggly
- Sugar Lyn Beard - Goodie Two-Shoes Girl
- Lesley Nicol - Nobel Moderator
- Chris Miller - Nobel Audience Member
- Coco Soren - Balloon Girl